# Landheim Ammersee

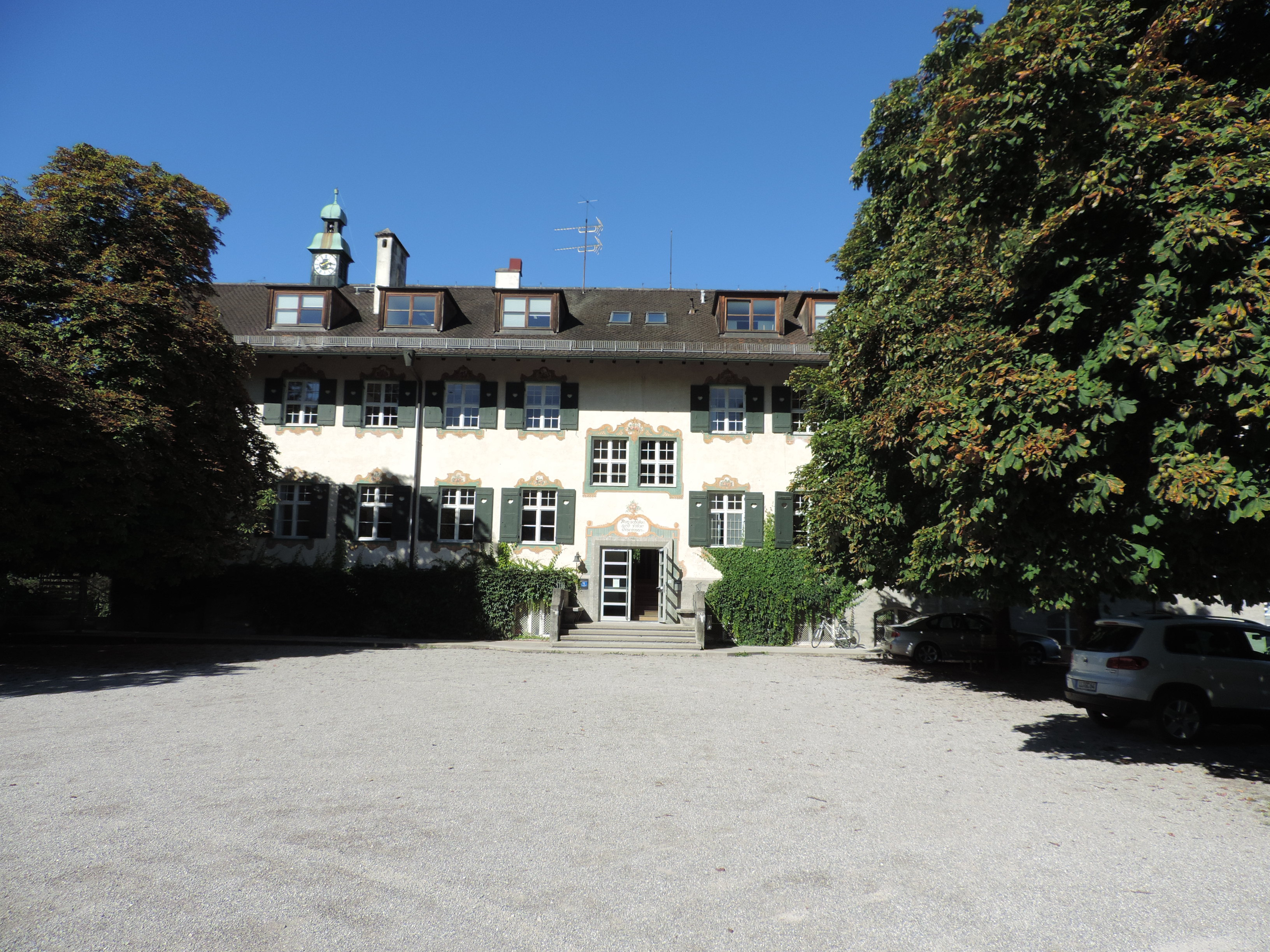
Haupthaus Landheim Ammersee

Das Landheim Ammersee ist ein Internat mit zwei Gymnasien und einer Grundschule sowie eine Stiftung in Schondorf am Ammersee (Bayern). Der Campus mit insgesamt 27 Einzelgebäuden und eigenem Bootssteg liegt direkt am Ammersee. Der Name wurde 2018 von Landheim Schondorf in Landheim Ammersee geändert. Die Stiftung heißt weiterhin Stiftung Landheim Schondorf.
Das Leitbild des Landheims lautet „Lernen mit Kopf, Herz und Hand“. Dabei steht der Kopf für die akademische Bildung, das Herz für die Gemeinschaft sowie den Erwerb sozialer Kompetenzen und die Hand für die praktische Ausbildung in handwerklichen, musischen, künstlerischen und sportlichen Werkstätten.

## Geschichte
Das Internat wurde 1905 von Julius Lohmann als Landerziehungsheim gegründet. Zu Beginn wurden nur Jungen aufgenommen. 1929 wurde es von dem Ehepaar Julie und Ernst Reisinger in eine Stiftung umgewandelt. Die von beiden entwickelte Grundstruktur des Landheims mit Lehrern, die auch Hauseltern und Mentoren sind, sowie das Werkstättenprogramm wurde bis heute beibehalten. Heute werden Jungen und Mädchen nach den Prinzipien ganzheitlicher Pädagogik und modernen Unterrichtsmethoden (MODUS21-Schule) unterrichtet und auf die Zukunft vorbereitet. Seit März 2016 ist Rüdiger Häusler Stiftungsleiter.

## Schulprofil
Das Landheim verfügt über verschiedene Schultypen. Das staatlich anerkannte Ernst-Reisinger-Gymnasium, das Julius-Lohmann-Gymnasium  und ein Grundschulinternat. Angeboten werden ein sprachlicher und ein wirtschaftswissenschaftlicher Zweig.
Das Landheim bietet Platz für 300 Schüler, von denen früher ca. 200 im Internat lebten. In den letzten Jahren musste der Internatsbereich einen deutlichen Schülerrückgang verzeichnen. Aktuell werden 250 Schüler im Landheim beschult, davon nur noch ca. 125 Schüler im Internat (Stand März 2016). Die Schüler kommen aus Deutschland und dem Ausland. Die gymnasiale Ausbildung wird durch die verpflichtende Teilnahme an handwerklichen (Schlosserei, Schreinerei, Fotowerkstatt und andere), sportlichen (Segeln, Rudern, Hockey, Tennis, Golf, Klettern) und musischen Projekten (Chor, Band, Theater) ergänzt. Die Stiftung Landheim Schondorf am Ammersee als Träger vergibt Leistungs- und Wirtschaftsstipendien.

### Fremdsprachenfolge
In der fünften Jahrgangsstufe beginnen alle Schüler mit Englisch als erster Fremdsprache. In der sechsten Jahrgangsstufe besteht die Wahl zwischen Französisch und Latein. In der achten Klasse zwischen Französisch und Spanisch im sprachlichen Zweig oder Wirtschaft und Recht im wirtschaftswissenschaftlichen Zweig. Zusätzlich besteht die Möglichkeit Chinesisch als Wahlfach zu belegen.

### Schüleraustausch
Mit Partnerschulen in Japan, USA, Kanada, Australien, Großbritannien, Schweiz, Georgien, und Frankreich findet ein regelmäßiger Schüleraustausch statt. Zusätzliche Austauschmöglichkeiten bestehen mit anderen Schulen des internationalen Schulnetzwerks Round Square.

### Tagesheim
Neben den Internatsschülern besuchen auch Schüler aus der näheren Umgebung das Landheim als sogenannte Tagesheimschüler.

## Pädagogisches Konzept
„Das Hauptgewicht der Erziehung soll in der Bildung des Charakters liegen.“ Diesem Prinzip aus der Stiftungsurkunde von 1929 fühlt sich das Landheim nach eigenem Selbstverständnis auch heute unverändert verpflichtet. Hilfsbereitschaft, Gerechtigkeit, Aufrichtigkeit und Verantwortung sollen als die elementaren Werte menschlichen Zusammenlebens gewürdigt werden, die Erziehung an ihnen orientiert sein.

## Abschlüsse
Vom staatlich anerkannten Ernst-Reisinger-Gymnasium kann die allgemeine Hochschulreife  erlangt werden. Auf der staatlich genehmigten Julius-Lohmann-Schule, die 2003 gegründet wurde, wird ebenfalls ein Hochschulzugang angestrebt.

## Mitgliedschaften
Das Landheim ist seit Oktober 2008 Mitglied des globalen Netzwerkes Round Square, im Schulverbund Blick über den Zaun und der Internate Vereinigung.

## Bekannte Schüler
- Helmuth James Graf von Moltke (1907–1945), Jurist und Widerstandskämpfer
- Fritz-Rudolf Schultz (1917–2002), Offizier, Politiker und Wehrbeauftragter
- Christoph Probst (1919–1943), Mitglied der Widerstandsgruppe Weiße Rose
- Jörg Mittelsten Scheid (* 1936), Unternehmer
- Anita Pallenberg (1942–2017), Schauspielerin, Model und Modedesignerin
- Ludwig Ferdinand Prinz zu Sayn-Wittgenstein-Berleburg (* 1942), Waldgutbesitzer und Unternehmer
- Heinrich von Nathusius (* 1943), Unternehmer
- Gerhard Wöhrl (* 1944), Unternehmer
- Thom Argauer (1948–1999), Musiker und Maler
- Ulrik Remy (1949–2024), Komponist und Schriftsteller
- Manuela von Perfall (1952–2018), Schriftstellerin
- Ulrich Blum (* 1953), Ökonom
- Manuel Theisen (* 1953), Wirtschaftswissenschaftler
- Ralf Zimmermann von Siefart (* 1958), Journalist
- Stephanie von Pfuel (* 1961), Wald- und Schlossbesitzerin
- Christa von Bernuth (* 1961), Schriftstellerin und Journalistin
- Alex Dorow (* 1964), Nachrichtenmoderator und Politiker
- Martin Lindner (* 1964), Politiker
- Irakli Kobachidse (* 1978), georgischer Politiker